# Sergei Wolfgangowitsch Sagrajewski

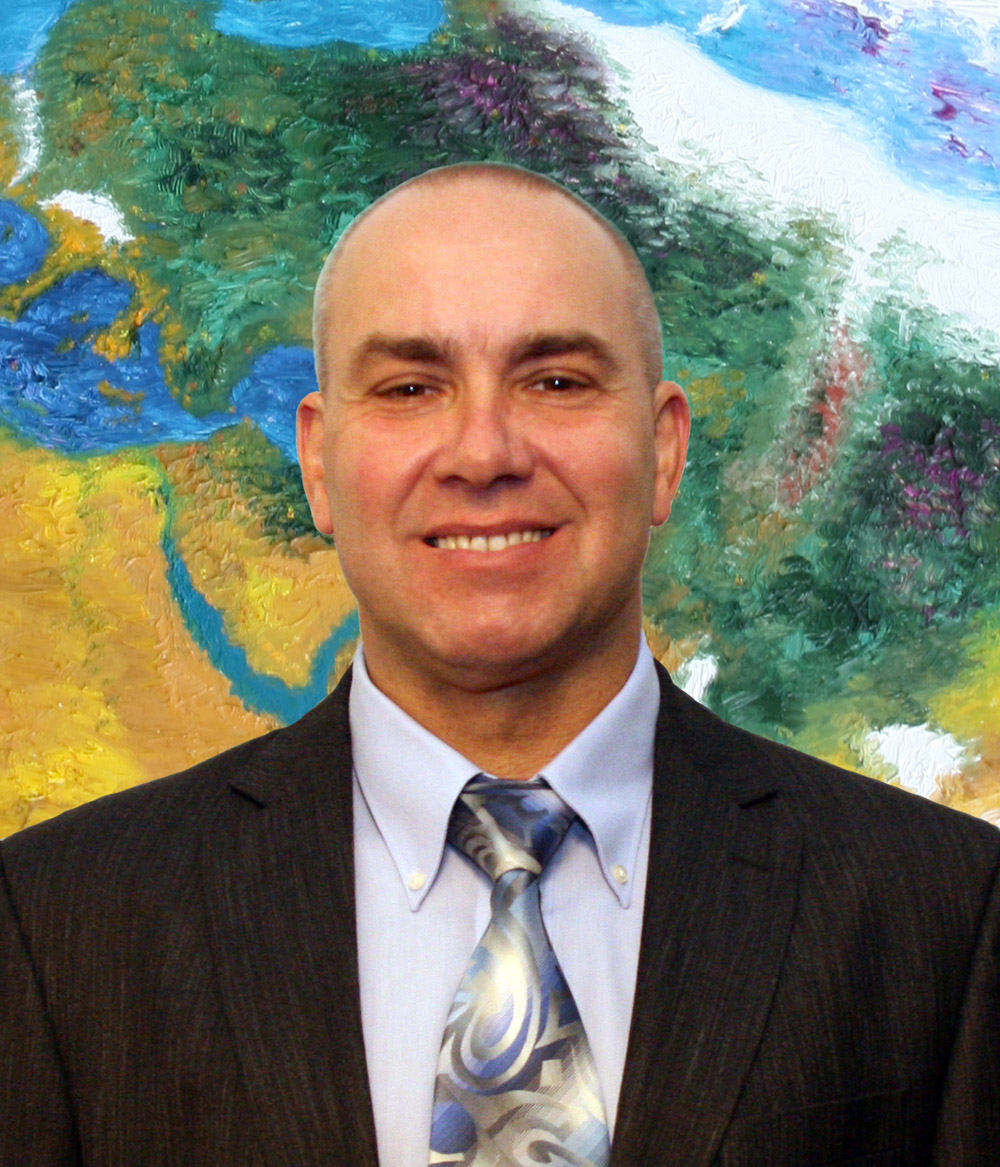
Sergei Wolfgangowitsch Sagrajewski

Sergei Wolfgangowitsch Sagrajewski, meist in englischer Transkription Sergey Zagraevsky (russisch Сергей Вольфгангович Заграевский, * 20. August 1964 in Moskau; † 6. Juli 2020 ebenda), war ein russischer jüdischer Architekturhistoriker und Autor.

## Leben
Sagrajewski war der Sohn des Architekturhistorikers Wolfgang Kawelmacher (1933–2004) und der Dichterin und Dramatikerin Inna Sagrajewskaja (* 1933). Bis Mitte der 1990er Jahre studierte Sagrajewski die wissenschaftlichen Probleme der Systemanalyse. Er bildete sich zum Architekturhistoriker und Theologen aus. Im Jahr 1998 begann er sich ganz auf Kunst, Geisteswissenschaften und seine Aktivitäten  als Vorsitzender der Künstlergewerkschaft von Russland zu konzentrieren. Zwischen 2002 und 2005 gab Sagrajewski Unterricht am Moskauer Institut für Restaurierungskunst; später hielt er Vorlesungen an der Russischen Universität für Geistiges Eigentum und im Wladimir-Susdal – Museum. Themen seiner Forschung sind die Architekturgeschichte alter russischer Gebäude aus weißem Stein, die frühe Architektur von Moskau und architektonische Zusammenhänge zwischen dem alten Russland und dem romanisch-gotischen Europa. Seine Doktorarbeit schrieb er über Nord-Ost-russische Architektur vom Ende des 13. bis zum ersten Drittel des 14. Jahrhunderts.
Sagrajewski war Chefredakteur des Nachschlagewerkes United Artists Rating. Er war Autor mehrerer Bücher über Philosophie, Theologie, die Geschichte der Architektur sowie von Geschichten für Kinder und zahlreichen Artikeln über die Kunstkritik. Er ist Gründer und Kurator der "RusArch" – der elektronischen wissenschaftlichen Bibliothek über die Geschichte der altrussischen Architektur. 1992 wurde er Doktor der Technik und im Jahr 2005 Professor; er habilitierte sich im Jahr 2004 über Architektur und war seit 2001 ein vollwertiges Mitglied der Russischen Akademie der Kunstkritiker. Er war seit 2004 Mitglied der Internationalen Vereinigung der Kunstkritiker (AICA) und seit 2001 Mitglied der Schriftstellervereinigung Russlands. 2009 erhielt er die Auszeichnung Verdienter Kulturarbeiter der Russischen Föderation.

## Publikationen

### Geschichte der Architektur (Monographien)
- Jury Dolgoruky and ancient Russian white stone architecture (Russian: Юрий Долгорукий и древнерусское белокаменное зодчество. М., 2001.) ISBN 5-94025-014-9.
- Architecture of North-Eastern Russia at the end of XIII–early XIV c. (Russian: Зодчество Северо-Восточной Руси конца XIII-первой трети XIV века. M., 2003.) ISBN 5-94025-046-7.
- Early Post-Mongolian North-Eastern Russian architecture. (Russian: О раннем послемонгольском зодчестве Северо-Восточной Руси. М., 2002.) ISBN 5-94025-032-7.
- New researches of Vladimir-Suzdal museum’s architectural monuments (Russian: Новые исследования памятников архитектуры Владимиро-Суздальского музея-заповедника. М., 2008.) ISBN 5-94025-099-8.
- New research into the architectural monuments of Alexandrov Sloboda (Russian: Новые исследования памятников архитектуры Александровской слободы. М., 2008.) ISBN 5-94025-095-5.
- Architectural history of Trifon in Naprudnoye Church and the origin of the cross-like ceiling.  (Russian: Архитектурная история церкви Трифона в Напрудном и происхождение крещатого свода. M., 2008.) ISBN 5-94025-092-0.
- Georgievsky Cathedral in Juriev-Polsky. Questions of architectural history and reconstruction (Russian: Вопросы архитектурной истории и реконструкции Георгиевского собора в Юрьеве-Польском. M., 2008.) ISBN 5-94025-097-1.
- Savior Cathedral in Andronikov Cloister. Questions of architectural history and reconstruction (Russian: Вопросы архитектурной истории собора Спаса Нерукотворного Андроникова монастыря. M., 2008.) ISBN 5-94025-094-7.
- Forms of the domes of ancient Russian temples (Формы глав (купольных покрытий) древнерусских храмов. М., 2008.) ISBN 5-94025-096-3.